# كأس سلوفينيا 2012–13
كأس سلوفينيا 2012–13 (بالإيطالية: Pokal Nogometne zveze Slovenije 2012-2013)‏ هو الموسم 22 من كأس سلوفينيا. أقيم خلال الفترة 21 أغسطس 2012 وحتى 29 مايو 2013، وأشرف على تنظيمه اتحاد سلوفينيا لكرة القدم، وكان عدد الأندية المشاركة فيه 28، وفاز فيه نادي ماريبور.